# International Mountain Bicycling Association
Die International Mountain Bicycling Association (IMBA) ist eine gemeinnützige Organisation. Der Aufbau, die Verbesserung und Erhaltung von Fahrmöglichkeiten und Wegenetzen für Mountainbike wird durch die IMBA weltweit gefördert.

## Geschichte
Die IMBA wurde 1988 von fünf Mountainbikevereinen in Kalifornien gegründet, um gemeinsam gegen weitreichende Streckensperrungen vorzugehen. Die Gründungsvereine waren:
- Bicycle Trails Council of Marin
- Bicycle Trails Council of the East Bay
- Concerned Off Road Bicyclists Association
- Responsible Organized Mountain Pedalers
- Sacramento Rough Riders

Gibson Anderson aus Sacramento wurde zum ersten IMBA-Vorstand gewählt. Tim Blumenthal, ein früheres IMBA-Aufsichtsrat-Mitglied und Radsport-Journalist, wurde 1993 von der IMBA zum Vorstand berufen. Als Blumenthal seine Arbeit begann, hatte die Organisation grob 1200 Einzelmitglieder und etwa 60 angeschlossene Vereine. Der Hauptsitz wurde 1994 nach Boulder in Colorado verlegt.
Während der späten 1990er-Jahre wuchsen die Mitgliederzahlen der IMBA in Kanada, Europa und Australien. Im Jahr 1997 fand eine internationale Konferenz in der Schweiz statt. Aufklärungskampagnen wie etwa die „Trail Care Crews“ – Unterweisungen, wie und wo Wege fürs MTB angelegt werden können, von einem Automobilhersteller unterstützt – halfen die Reichweite der IMBA zu vergrößern. Ende 1999 hatte die IMBA bereits mehr als 28.000 Einzelmitglieder, 14 Angestellte und einen Etat von 1,2 Mio. US-Dollar.
Im Jahr 2006 wuchs die Mitgliederzahl auf 32.000, mit über 600 angeschlossenen Vereinen, lokalen Gruppen und 26 Angestellten.
Die internationalen Programme, IMBA Canada eingeschlossen, wachsen weiter. In den USA hat die IMBA mit den meisten staatlichen Land- und Forstbehörden Partnerschaftsabkommen ausgehandelt. Die Organisation wird als führende Quelle für Informationen zur Naherholung im Offroad-Bereich wahrgenommen.

## Zugehörige Organisationen
- Australien:
  - Mountain Bike Australia

- Europa:
  - Italien
  - Deutschland
  - Niederlande
  - Spanien

- - Vereinigtes Königreich:
- Nordamerika
- Kanada
  - Association pour le Développement des Sentiers de Vélo de Montagne au Québec (ADSVMQ)

- - Vereinigte Staaten:

- -     - Bicycle Trails Council of Marin
    - Bicycle Trails Council of the East Bay
    - Jersey Off Road Bicycling Association (JORBA)
    - Michigan Mountain Biking Association (MMBA)
    - Minnesota Off-Road Cyclists (MORC)
    - MORCA :: Monterey Off Road Cycling Association
    - Mountain Trails Foundation :: Park City, Utah
    - ROMP :: Responsible Organized Mountain Pedalers
    - Southern Off-Road Bicycle Association (SORBA)